# Discoelius emeishanensus
Discoelius emeishanensus (лат.) — вид одиночных ос семейства Vespidae. Эндемик Китая: провинция Сычуань, Лэшань, Городской уезд Эмэйшань (峨眉山市; Gaoqiao Town, Yanshi Village). Длина самки 15 мм, длина переднего крыла — 12 мм. Длина самца 12 мм, длина переднего крыла — 8 мм. Окраска тела, в основном чёрная. Жвалы самок с 4 зубцами, а у самцов с 3 зубцами. Проподеум блестящий. Название вида D. emeishanensus происходит от места первого обнаружения (Emeishan).